# Oued Fragha
Oued Fragha è un comune dell'Algeria, situato nella provincia di Guelma.